# USS Mingo (SS-261)
USS Mingo (SS-261) – amerykański okręt podwodny typu Gato, który wziął udział w działaniach podwodnych przeciw flocie japońskiej w trakcie wojny na Pacyfiku. 15 sierpnia 1955 roku został przekazany flocie japońskiej, w której służył do 31 marca 1966 roku jako "Kuroshio" (SS-501).